# Preben Lytken Madsen
Preben Lytken Madsen (født 11. maj 1926 i Århus, død 13. marts 1945 i København) var en dansk maskinlærling på maskinfabrikken Derby. Han var modstandsmand under 2. verdenskrig med dæknavnet Bent Mikkelsen og opererede i Region I, Nordjylland og Region II, Midtjylland.
Madsen blev arresteret i Langå, ført til Århus og senere til Vestre Fængsel i København, hvor han 13. marts blev henrettet efter tysk krigsretsdom.
Der er mindeplader på Århus Teknikum, i Dronningens Tværgade 3 i København og i Mindelunden i Ryvangen. Han er begravet på 
Aarhus Vestre Kirkegård litra J, 540/541.